# Walnut Creek (Carolina do Norte)
Walnut Creek é uma vila localizada no estado norte-americano de Carolina do Norte, no Condado de Wayne.

## Demografia
Segundo o censo norte-americano de 2000, a sua população era de 859 habitantes.
Em 2006, foi estimada uma população de 851, um decréscimo de 8 (-0.9%).

## Geografia
De acordo com o United States Census Bureau tem uma área de
4,8 km², dos quais 4,0 km² cobertos por terra e 0,8 km² cobertos por água.

## Localidades na vizinhança
O diagrama seguinte representa as localidades num raio de 16 km ao redor de Walnut Creek.